# Viggo Stoltenberg-Hansen
Viggo Stoltenberg-Hansen, född 1942, är en svensk logiker och matematiker. Stoltenberg-Hansen är professor emeritus i matematik vid Uppsala universitet.